# Óscar Álvarez (político)
Óscar Arturo Álvarez Guerrero (Tegucigalpa, 22 de febrero de 1956) es un expolítico hondureño, quien cuenta con la ciudadanía estadounidense. Fue secretario de Seguridad en dos ocasiones (2002-2005 y 2010-2011) y elegido diputado al Congreso Nacional en tres (elecciones de 2009, 2013 y 2017). En 2018 renunció a su cargo como diputado para irse a vivir a los Estados Unidos, su actual residencia.
Es un graduado en Ciencias Políticas de la Universidad de Texas A&M.

## Secretario de Seguridad

### 2002-2005 (gobierno de Ricardo Maduro)
Óscar Álvarez inició como secretario de Seguridad junto al nuevo gobierno de Ricardo Maduro el 27 de enero de 2002. A mediados del 2003, logró que la legislatura aprobara una ley que autorizó a la policía a realizar redadas de pandilleros a cualquier hora, penas de hasta 20 años en prisión y multas de hasta 10,000 dólares por pertenecer a las maras. En dos años envió a la cárcel a casi 1,800 líderes mareros. Álvarez fue calificado como uno de los mejores ministros de la administración de Maduro.
Desde 2004, Álvarez había anunciado sus planes de lanzarse como candidato a la Presidencia, pero en las elecciones de 2005 dimitió para apoyar la candidatura de Porfirio Lobo. El 14 de noviembre de 2005 renunció a su cargo para dedicarse de lleno a la campaña y en respuesta a las críticas del candidato del Partido Liberal, Manuel Zelaya, de que Álvarez «politizaba» la Secretaría de Seguridad. El ahora exsecretario afirmó:

El Partido Liberal me ha criticado con dureza y no les podía contestar por desempeñar un cargo público, pero ahora lo haré.

### 2010-2011 (gobierno de Porfirio Lobo)
Tras la derrota del Partido Nacional en la Presidencia del país ante Manuel Zelaya, Álvarez se dedicó a sus empresas: tres compañías de asesorías de seguridad y vigilancia electrónica. En las elecciones de 2009 participó como candidato a diputado, una vez más para la campaña de Porfirio Lobo. Lobo fue posteriormente elegido presidente de la República, y nombró a Óscar Álvarez, quien salió como diputado, secretario de Seguridad al iniciar su gobierno el 27 de enero de 2010.
El 17 de agosto de 2011, Álvarez causó revuelo al declarar que había corrupción de alto nivel en la Policía Nacional. Seguidamente, presentó un proyecto de ley ante el Congreso para permitir la remoción inmediata de policías bajo sospecha de corrupción. El 1 de septiembre del mismo año, dijo haber detectado al menos 20 jefes policiales que servían como "controladores aéreos" de las narco-avionetas que aterrizaban en Honduras, enviadas por narcotraficantes internacionales; y pedía mayores poderes para despedir a estos oficiales. También pidió al director de la Policía, José Luis Muñoz Licona, que despidiera a 10 de estos.
El 10 de septiembre de 2011, Álvarez fue destituido por el presidente Lobo. Hubo rumores que su despido se debió a una fuerte presión desde los cuarteles policiales. Álvarez declaró que el presidente Lobo le ofreció otro cargo dentro del gobierno, entre ellos secretario de Relaciones Exteriores, embajadador de Honduras ante la OEA (Organización de Estados Americanos) o cónsul en los Estados Unidos; pero no aceptó porque no buscaba un trabajo, sino mejorar la seguridad en el país.

Es más fácil que me vaya yo de la Secretaría, a que se vaya un policía corrupto.
Óscar Álvarez, 11 de septiembre de 2011.

Álvarez también declaró que no logró su objetivo de depurar la Policía Nacional y que estaba preparando una Ley Antimafia, para golpear a los narcotraficantes y a las pandillas que cobran el "impuesto de guerra" (pago periódico hecho a bandas criminales bajo amenazas). Aseguró que durante su gestión en la Secretaría bajaron los secuestros, se incautó dinero del narcotráfico como nunca antes en el país y se destruyeron ocho pistas clandestinas en Olancho.
Según declararía años después el narcotraficante Devis Leonel Rivera Maradiaga, exjefe de Los Cachiros, en una corte federal de los Estados Unidos: él y su hermano Javier tuvieron una reunión con el presidente Lobo, donde Javier le pidió a Lobo ayuda con Óscar Álvarez, pues este estaba señalando a los hermanos como narcotraficantes antes los medios.
Temiendo por su vida, Óscar Álvarez abandonó el país con rumbo a los Estados Unidos, menos de 24 horas después de renunciar como secretario de Seguridad.

## Diputado al Congreso Nacional
En las elecciones generales de 2013 trabajó como jefe de campaña de Juan Orlando Hernández. En las mismas, fue electo por segunda ocasión como diputado al Congreso Nacional, siendo el diputado más votado, con 50,257 marcas.
Posteriormente fue escogido como jefe de Bancada del Partido Nacional en el Congreso Nacional.
En las elecciones de 2017 fue escogido nuevamente como diputado, pero renunció a su cargo solo 6 días después de ser juramentado, por razones personales y anunciándolo en una carta que fue leída ante el Congreso. El Partido Nacional le organizó una despedida, donde reconoció su trayectoria. Luego de eso, Álvarez se fue a vivir a los Estados Unidos.